# Krates z Mallos
Krates z Mallos (ur. 180 p.n.e., zm. 145 p.n.e.) – grecki bibliotekarz i gramatyk władcy Pergamonu, uznawany za twórcę pierwszego globusa.
Główny przedstawiciel szkoły w Pergamonie, interpretował alegorycznie Homera. Jako wysłannik króla Attalosa II do Rzymu w 168 p.n.e., zapoczątkował swymi wykładami studia gramatyczne.